# Ron Rubin
Ron Rubin (Winnipeg, 12 maggio 1959) è un doppiatore canadese.
È noto per aver dato voce a Master XOX nella serie I Fantaeroi.

## Ruoli doppiati
- Carey Mahoney in Scuola di polizia
- Personaggi vari in Arthur, Angela Anaconda e In che mondo stai Beetlejuice?
- Messy Bear in Gli orsetti del cuore - Il film
- Dr. Badvibes in COPS: Squadra anticrimine
- Artemis in Sailor Moon
- Morph in Insuperabili X-Men
- Master XOX in I Fantaeroi
- Dr. Phelmholz in The ZhuZhus
- Robert Kelly in X-Men '97

## Doppiatori italiani
- Ivo De Palma in Scuola di polizia
- Pietro Ubaldi in Sailor Moon
- Gianfranco Gamba in Insuperabili X-Men
- Gerolamo Alchieri in I Fantaeroi